# Osiris, la 9e planète
Pour plus de détails, voir Fiche technique et Distribution.
Osiris, la 9e planète (Science Fiction Volume One: The Osiris Child) est un film de science-fiction australien écrit et réalisé par Shane Abbess, sorti en 2016.

## Synopsis
Dans un futur lointain, l'humanité est lancée dans une course à la colonisation interplanétaire pour trouver d'autres planètes habitables. Kane, lieutenant pour l'entreprise Exor, a pour mission d'organiser la vie dans ces nouveaux mondes. Mais un jour, il découvre que des prisonniers se sont emparés d'un virus mortel qu'ils menacent de diffuser sur OSIRIS, planète où vit la fille de Kane. Il se lance alors dans une course contre la montre pour sauver sa fille.

## Fiche technique
Sauf indication contraire, les informations mentionnées dans cette section peuvent être confirmées par la base de données cinématographiques IMDb,  présente dans la section « Liens externes ».
- Titre français : Osiris, la 9e planète
- Titre original : Science Fiction Volume One: The Osiris Child
- Réalisation : Shane Abbess
- Scénario : Shane Abbess et Brian Cachia
- Direction artistique : Richard Hobbs
- Costumes : Nicola Dunn
- Photographie : Carl Robertson
- Montage : Adrian Rostirolla
- Musique : Brian Cachia
- Production : Sidonie Abbene, Shane Abbess, Matthew Graham et Brett Thornquest
- Sociétés de distribution : Wild Side Films (France)
- Pays d'origine :  Australie
- Langues originales : anglais
- Format : couleur
- Genre : Science-fiction
- Durée : 95 minutes
- Dates de sortie :
  - États-Unis : 24 septembre 2016 (Fantastic Fest)
  - France : 9 août 2017 (DVD)
  - France : 2022 (Streaming à la demande sur Pluto TV)

## Distribution
- Kellan Lutz (VFB : David Manet) : Sy Lombrok
- Daniel McPherson (VFB : Sébastien Hébrant) : Kane
- Isabel Lucas : Gyp
- Rachel Griffiths : Général Lynex
- Luke Ford : Bill
- Temuera Morrison : Warden Mourdain
- Bren Foster : Charles Kreat
- Teagan Croft : Indi Sommerville
- Firass Dirani : Carmel
- Harry Pavlidis : Hopper Joe
- Paul Winchester : Mandel
- Zoe Ventoura : Sergent. Cognit
- Brendan Clearkin : Bostok Kramer
- Vincent Andriano : Vim Martin
- Andy Rodoreda : Colonel Michaels
- Ian Roberts : Nimal
- Zoe Carides : Rominja
- Luke Hemsworth : Travek
- Stephen Leeder : Antonio
- Dean Kyrwood : Officier Muzz Whittemore
- Louise Dodge : Officier Fitzgerald
- Bianca Bradey : Shae Holliday
- Aileen Beale : Lieutenant Crestal
- Caleb Alloway : Secrétaire Millan
- Kristy Best : Kiara